# Unterhof (Dielheim)

Wappen des Unterhofs

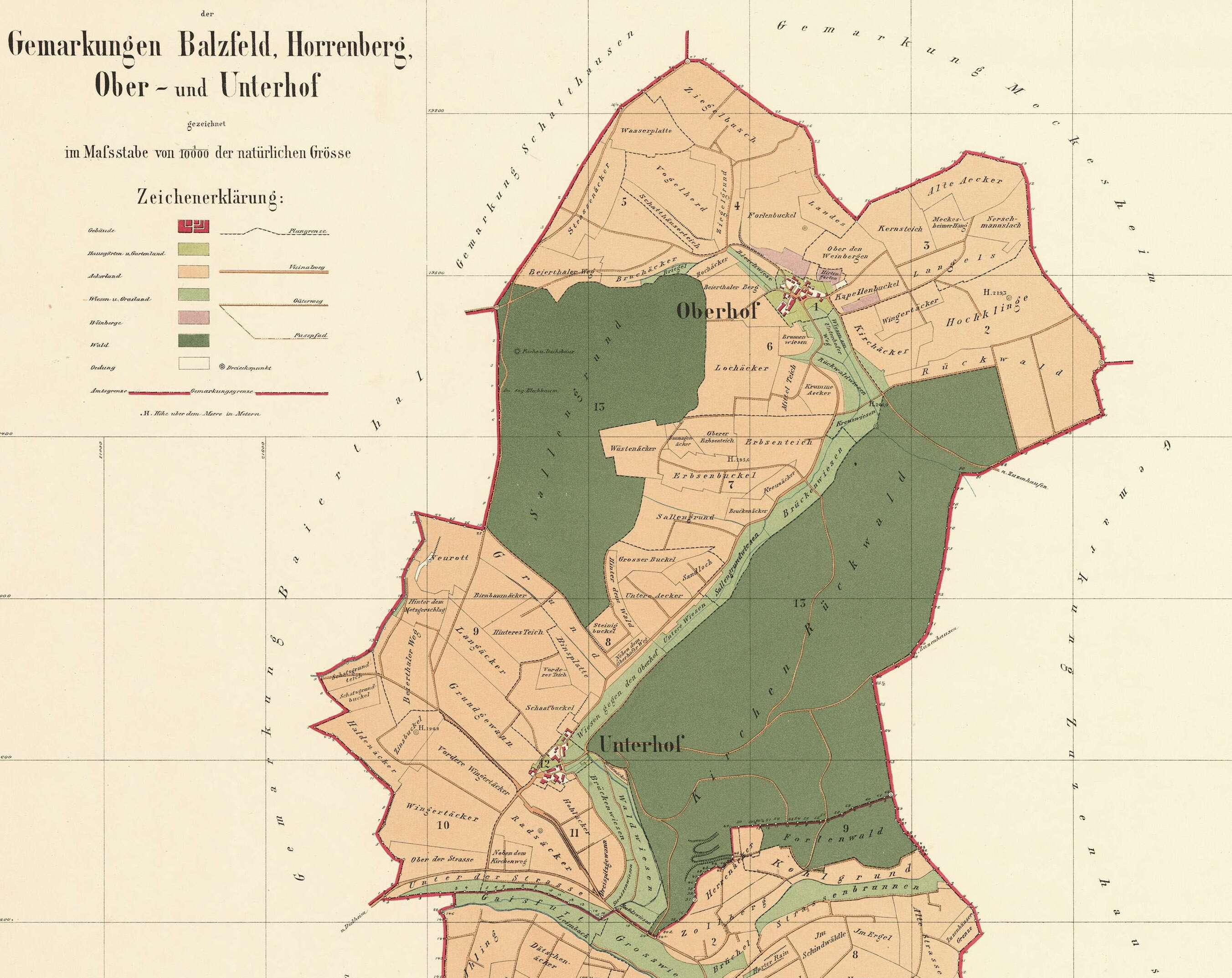
Gemarkung Unterhof, Stand 1878

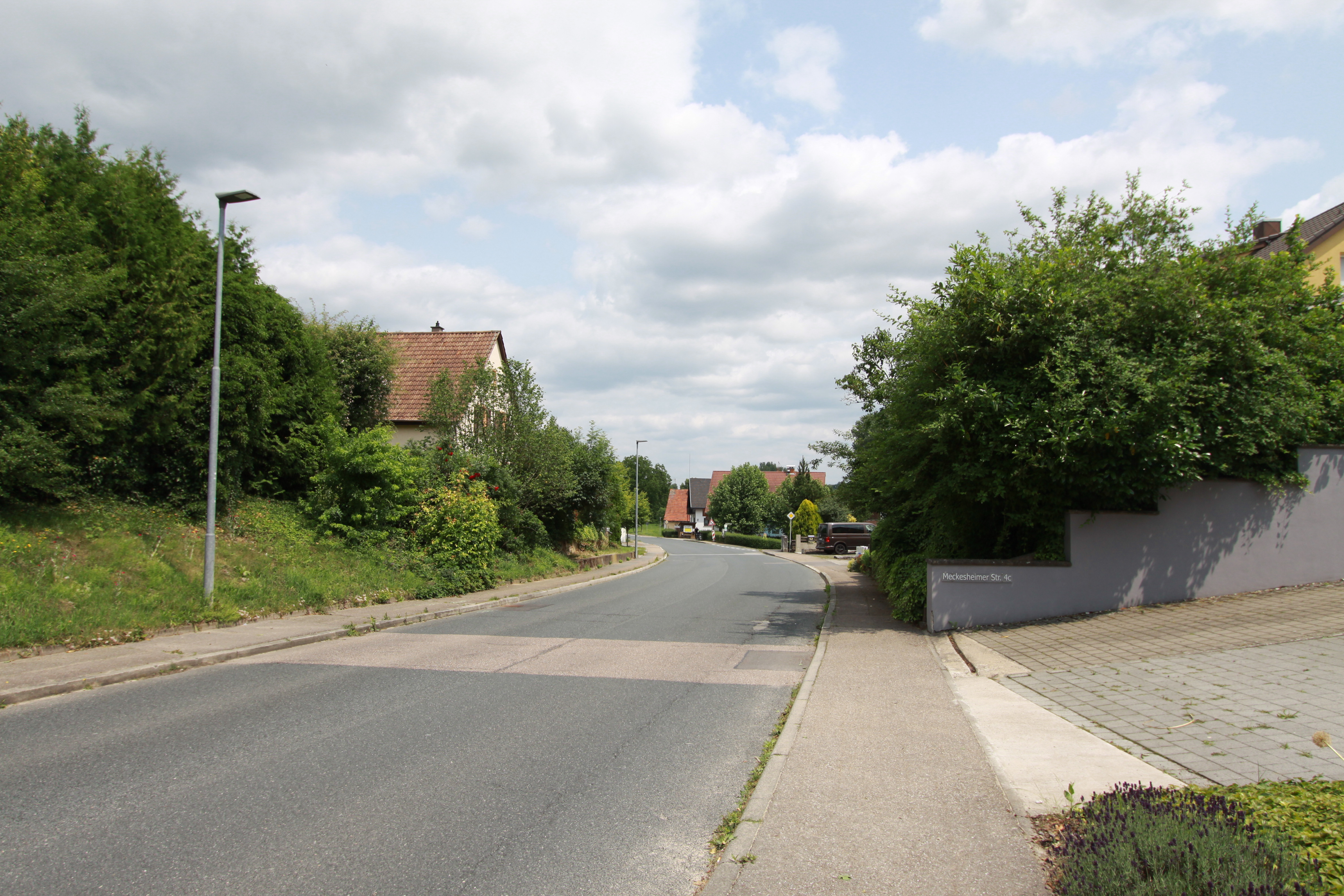
Durchgangsstraße im Unterhof

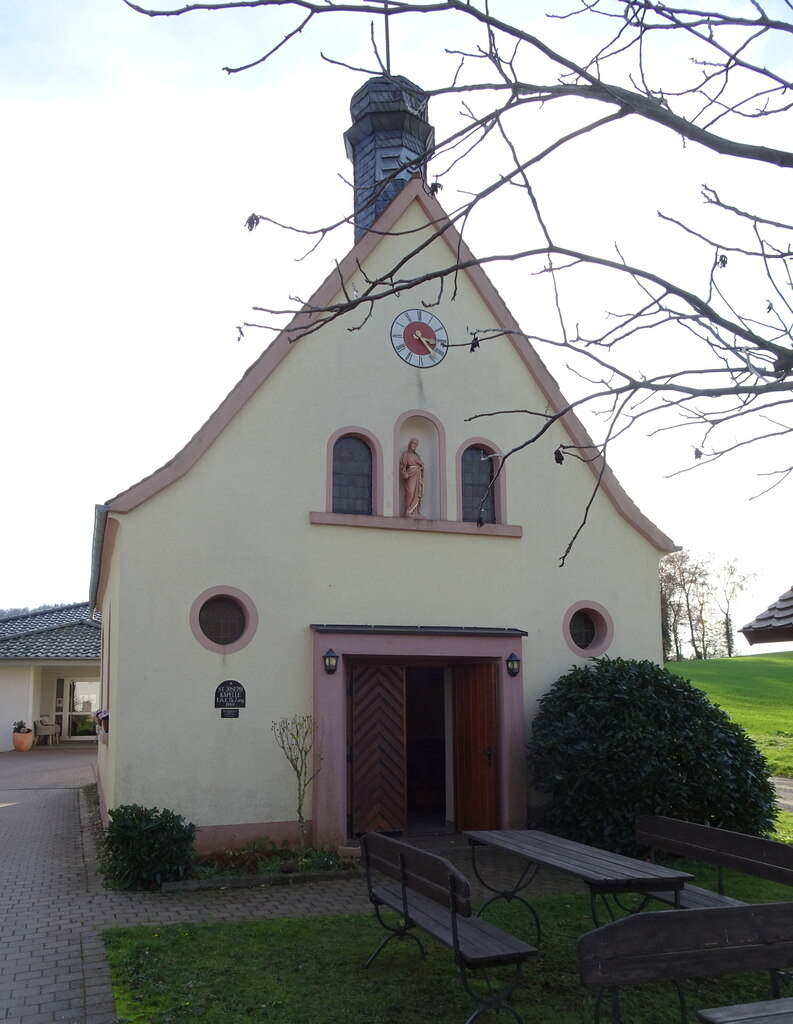
Josef-Kapelle im Unterhof

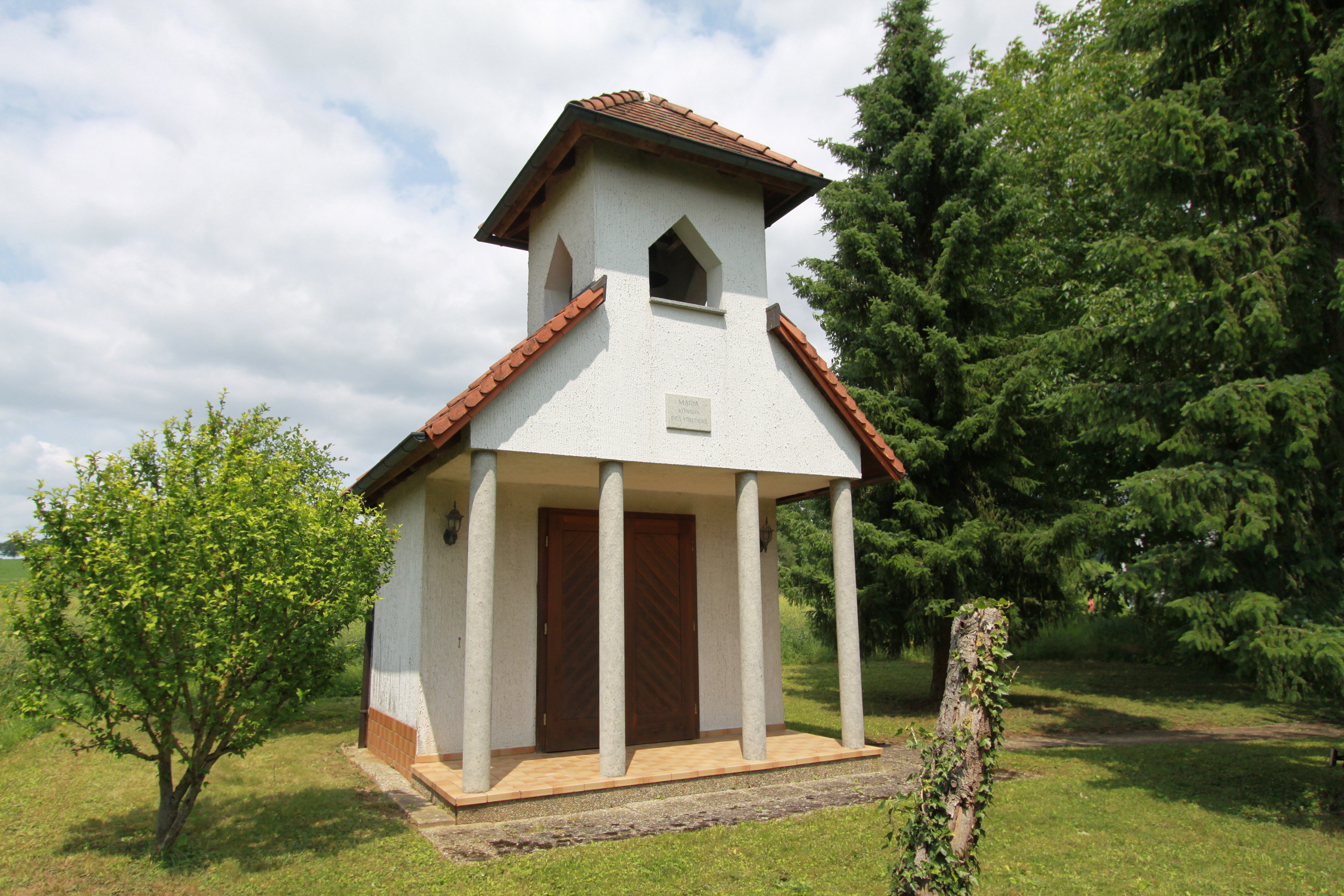
Maria-Kapelle im Unterhof

Der Unterhof ist ein Wohnplatz im Nordwesten von Baden-Württemberg. Er liegt auf dem Gebiet der Gemeinde Dielheim im Rhein-Neckar-Kreis.

## Geographie
Der Unterhof liegt in der hügeligen Landschaft des Kraichgaus am westlichen Ufer des Krebsbaches, der beim Oberhof entspringt und von dort nach Süden fließt, um beim Unterhof in den Leimbach zu münden.

## Geschichte
Der Unterhof gilt als Gründung des Hochstifts Speyer im Zuge des Landesausbaus im hohen Mittelalter. Er wurde 1341 erstmals urkundlich erwähnt. Der Weiler weist eine dreieckige Form auf. Aufgrund der räumlichen Situation blieb sein Charakter als landwirtschaftlich geprägter Weiler lange erhalten. In jüngerer Zeit kam es zur Ausweisung eines Neubaugebietes im Westen des Baches.
Möglicherweise handelt es sich beim Unterhof um eine Wiedererrichtung von Hildebrandeshusen. Der Ort wurde urkundlich lediglich 860 erwähnt und wird heute als Wüstung betrachtet.

## Gemeinde
Bis 1932 hatten der Ober- und der Unterhof eine gemeinsame Gemarkung gebildet. Beide war stets ein Ortsteil von Horrenberg gewesen. Mit diesem wurden sie 1972 nach Dielheim eingemeindet.

## Verkehr
Unmittelbar südlich des Unterhofes verläuft die L_612, die Wiesloch im Westen mit Hoffenheim im Osten verbindet. Von ihr zweigt die Kreisstraße 4178 ab, die durch den Unterhof und weiter, über Meckesheim im Nordosten, führt und bei Lobenfeld endet.

## Religiöses
Im Unterhof stehen zwei katholische Kapellen: Die ältere ist die St. Joseph-Kapelle, die 1949 zur Abhaltung von Gottesdiensten errichtet worden war. Die jüngere ist Maria, Königin des Friedens gewidmet und wurde 1998 erbaut.